# Uczep zwodniczy
Uczep zwodniczy (Bidens connata Muhl. ex Willd.) – gatunek rośliny z rodziny astrowatych. Występuje jako gatunek rodzimy w Ameryce Północnej we wschodniej Kanadzie oraz we wschodniej i środkowo-północnej części Stanów Zjednoczonych. W Polsce rośnie w rozproszeniu na nizinach, częściej na północy.

## Morfologia

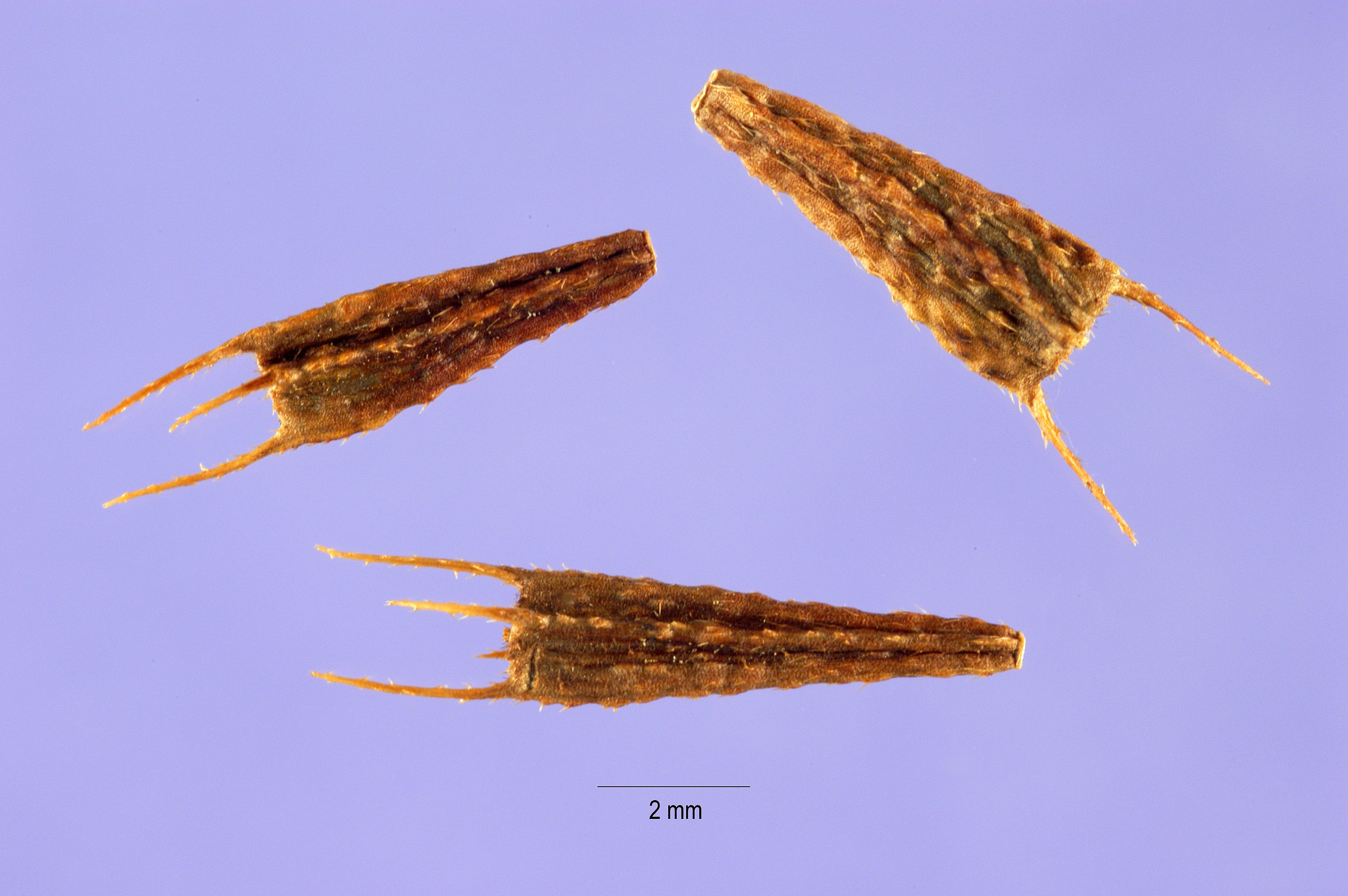
Owoce

ŁodygaProsto wzniesiona, osiągająca do 1,5 m wysokości, rozgałęziona, naga, niewyraźnie bruzdowana, zazwyczaj nabiegła czerwonofioletowo.
LiścieNiepodzielone, z nasadą zwężającą się w krótki i oskrzydlony ogonek. Blaszka szeroko lancetowata do podłużnie rombowej, odlegle, grubo ząbkowana, zaostrzona na wierzchu, naga, ciemnozielona od góry, jaśniejsza i sinawa od dołu.
KwiatyZebrane w prosto wzniesione koszyczki. Okrywa zewnętrzna tworzona jest przez 4–6 zaostrzonych listków o długości do 2,5 cm i szerokości do 0,5 cm. Liczbę listków zwiększać mogą górne liście wyrastające w bezpośrednim sąsiedztwie koszyczków. Wewnętrzną część okrywy tworzy 8 jajowatych, błoniastych listków o długości do 8 mm i szerokości ok. 5 mm. Ich brzeg jest żółtawy, a wierzchołek pomarańczowy. Na dnie koszyczka u roślin w Europie Środkowej rozwijają się tylko żółte kwiaty rurkowate (brak kwiatów języczkowych) oraz plewinki. Plewinki są lancetowate, błoniaste, o długości do 8 mm.
OwoceKlinowato zwężone ku nasadzie, zwykle z 4 ośćmi. Owoce środkowe w przekroju rombowate, brzeżne – 3-kanciaste. Na ościach i nielicznie poza nimi obecne są haczykowate zadziorki, poza tym powierzchnia owocu jest brodawkowata.
Gatunki podobneW Europie Środkowej liście niepodzielone mogą mieć także niskie okazy uczepu trójlistkowego B. tripartita (opisywane jako var. minor i pumila), które różnią się owockami wyposażonymi najczęściej w 2 lub 3 ości. Niepodzielone liście ma także uczep zwisły B. cernua, ale liście te są siedzące, o zrośniętych nasadach; koszyczki są zawsze zwieszone, o średnicy ok. 2 cm, zwykle z kwiatami języczkowatymi; owoce są delikatnie żeberkowane podłużnie.

## Biologia i ekologia
Roślina jednoroczna. Kwitnie od lipca do października. Owoce przyczepiają się do sierści zwierząt, piór ptaków lub ubrań ludzi i w ten sposób rozsiewają się (zoochoria, antropochoria). 
Rośnie na brzegach wód, zwłaszcza rzek i jezior przekształconych przez człowieka. Gatunek charakterystyczny związku Bidention tripartiti. 
Liczba chromosomów 2n = 48.